# Nuoto ai campionati mondiali di nuoto 2024 - 200 metri misti maschili
La gara degli 200 metri misti maschili dei campionati mondiali di nuoto 2024 si è svolta il 14 e 15 febbraio 2024 presso l'Aspire Dome di Doha.

## Podio
| Pos.    | Atleta           | Nazione     |
| ------- | ---------------- | ----------- |
| Oro     | Finlay Knox      | Canada      |
| Argento | Carson Foster    | Stati Uniti |
| Bronzo  | Alberto Razzetti | Italia      |

## Record
Prima della manifestazione il record del mondo (RM) e il record dei campionati (RC) erano i seguenti.
|  | 1'54"00 | Ryan Lochte | 28 luglio 2011 Shanghai |
|  | 1'54"00 | Ryan Lochte | 28 luglio 2011 Shanghai |

Durante la competizione non sono stati migliorati record.

## Programma
| Data             | Ora (UTC+3) | Turno      |
| ---------------- | ----------- | ---------- |
| 14 febbraio 2024 | 10:16       | Batterie   |
| 14 febbraio 2024 | 20:29       | Semifinali |
| 15 febbraio 2024 | 20:03       | Finale     |

## Risultati

### Batterie
| Pos. | Batteria | Corsia | Atleta                    | Nazionalità                   | Tempo        | Note |
| ---- | -------- | ------ | ------------------------- | ----------------------------- | ------------ | ---- |
| 1    | 3        | 3      | Jérémy Desplanches        | Svizzera                      | 1'58"17      | Q    |
| 2    | 3        | 5      | Daiya Seto                | Giappone                      | 1'58"26      | Q    |
| 3    | 3        | 4      | Carson Foster             | Stati Uniti                   | 1'58"71      | Q    |
| 4    | 3        | 6      | Riki Abe                  | Giappone                      | 1'59"48      | Q    |
| 4    | 5        | 3      | Finlay Knox               | Canada                        | 1'59"48      | Q    |
| 6    | 4        | 6      | Gabriel Lopes             | Portogallo                    | 1'59"80      | Q    |
| 7    | 5        | 7      | Zhang Zhanshuo            | Cina                          | 1'59"87      | Q    |
| 8    | 5        | 4      | Duncan Scott              | Gran Bretagna                 | 1'59"91      | Q    |
| 9    | 5        | 5      | Alberto Razzetti          | Italia                        | 2'00"14      | Q    |
| 10   | 4        | 3      | Matthew Sates             | Sudafrica                     | 2'00"28      | Q    |
| 11   | 5        | 6      | Lewis Clareburt           | Nuova Zelanda                 | 2'00"37      | Q    |
| 12   | 4        | 2      | Balázs Holló              | Ungheria                      | 2'00"40      | Q    |
| 13   | 4        | 4      | Shaine Casas              | Stati Uniti                   | 2'00"46      | Q    |
| 14   | 3        | 2      | Lorne Wigginton           | Canada                        | 2'00"63      | Q    |
| 15   | 5        | 1      | Jaouad Syoud              | Algeria                       | 2'01"13      | Q    |
| 16   | 3        | 7      | Kim Min-suk               | Corea del Sud                 | 2'01"52      | Q    |
| 17   | 3        | 8      | Anže Ferš Eržen           | Slovenia                      | 2'01"71      |      |
| 18   | 3        | 9      | Robert-Andrei Badea       | Romania                       | 2'01"78      |      |
| 19   | 3        | 1      | Vadym Naumenko            | Ucraina                       | 2'01"87      |      |
| 20   | 4        | 5      | Hugo González de Oliveira | Spagna                        | 2'02"10      |      |
| 21   | 5        | 8      | Miroslav Knedla           | Rep. Ceca                     | 2'02"44      |      |
| 22   | 2        | 3      | Richárd Nagy              | Slovacchia                    | 2'02"89      |      |
| 23   | 2        | 5      | Munzer Kabbara            | Libano                        | 2'03"31      |      |
| 24   | 4        | 1      | Wang Hsing-hao            | Taipei cinese                 | 2'03"85      |      |
| 25   | 2        | 4      | Daniil Pancerevas         | Lituania                      | 2'04"16      |      |
| 26   | 4        | 8      | Erick Gordillo            | Ghana                         | 2'04"34      |      |
| 27   | 4        | 0      | Trần Hưng Nguyên          | Vietnam                       | 2'04"75      |      |
| 28   | 2        | 2      | Jarod Arroyo              | Porto Rico                    | 2'04"83      |      |
| 29   | 5        | 0      | Tomas Peribonio           | Ecuador                       | 2'04"97      |      |
| 30   | 2        | 7      | Tan Khai Xin              | Malaysia                      | 2'05"08      |      |
| 31   | 2        | 6      | Ronan Wantenaar           | Namibia                       | 2'05"16      |      |
| 32   | 5        | 9      | José Ángel Martínez       | Messico                       | 2'05"21      |      |
| 33   | 3        | 0      | Patrick Groters           | Aruba                         | 2'05"59      |      |
| 34   | 2        | 8      | Simon Bachmann            | Seychelles                    | 2'07"85      |      |
| 35   | 1        | 4      | Filipe Gomes              | Malawi                        | 2'12"53      |      |
| 36   | 4        | 9      | Dulyawat Kaewsriyong      | Thailandia                    | 2'14"64      |      |
| 37   | 2        | 0      | Caio Lobo                 | Mozambico                     | 2'15"55      |      |
| DNS  | 4        | 7      | Andreas Vazaios           | Grecia                        | Non partito  |      |
| DNS  | 5        | 2      | Carles Coll Martí         | Spagna                        | Non partito  |      |
| DSQ  | 1        | 3      | Josh Kirlew               | Giamaica                      | Squalificato |      |
| DSQ  | 1        | 5      | Isaiah Aleksenko          | Isole Marianne Settentrionali | Squalificato |      |
| DSQ  | 2        | 1      | Esteban Nuñez del Prado   | Bolivia                       | Squalificato |      |

### Semifinali
| Pos. | Batteria | Corsia | Atleta             | Nazionalità   | Tempo   | Note |
| ---- | -------- | ------ | ------------------ | ------------- | ------- | ---- |
| 1    | 2        | 5      | Carson Foster      | Stati Uniti   | 1'57"13 | Q    |
| 2    | 2        | 1      | Shaine Casas       | Stati Uniti   | 1'57"62 | Q    |
| 3    | 1        | 6      | Duncan Scott       | Gran Bretagna | 1'57"83 | Q    |
| 4    | 1        | 4      | Daiya Seto         | Giappone      | 1'57"85 | Q    |
| 5    | 2        | 2      | Alberto Razzetti   | Italia        | 1'58"21 | Q    |
| 6    | 2        | 3      | Finlay Knox        | Canada        | 1'58"50 | Q    |
| 7    | 2        | 7      | Lewis Clareburt    | Nuova Zelanda | 1'58"59 | Q    |
| 8    | 2        | 6      | Zhang Zhanshuo     | Cina          | 1'58"98 | Q    |
| 9    | 2        | 4      | Jérémy Desplanches | Svizzera      | 1'59"08 |      |
| 10   | 1        | 5      | Riki Abe           | Giappone      | 1'59"60 |      |
| 11   | 2        | 8      | Jaouad Syoud       | Algeria       | 2'00"11 |      |
| 12   | 1        | 3      | Gabriel Lopes      | Portogallo    | 2'00"27 |      |
| 13   | 1        | 1      | Lorne Wigginton    | Canada        | 2'00"32 |      |
| 14   | 1        | 7      | Balázs Holló       | Ungheria      | 2'00"39 |      |
| 15   | 1        | 8      | Kim Min-suk        | Corea del Sud | 2'00"75 |      |
| 16   | 1        | 2      | Matthew Sates      | Sudafrica     | 2'01"21 |      |

### Finale
| Pos. | Corsia | Atleta           | Nazionalità   | Tempo   | Note |
| ---- | ------ | ---------------- | ------------- | ------- | ---- |
|      | 7      | Finlay Knox      | Canada        | 1'56"64 |      |
|      | 4      | Carson Foster    | Stati Uniti   | 1'56"97 |      |
|      | 2      | Alberto Razzetti | Italia        | 1'57"42 |      |
| 4    | 6      | Daiya Seto       | Giappone      | 1'57"54 |      |
| 5    | 5      | Shaine Casas     | Stati Uniti   | 1'57"73 |      |
| 6    | 3      | Duncan Scott     | Gran Bretagna | 1'57"75 |      |
| 7    | 1      | Lewis Clareburt  | Nuova Zelanda | 1'58"66 |      |
| 8    | 8      | Zhang Zhanshuo   | Cina          | 1'59"17 |      |